# ガウタミープトラ・シャータカルニ

ガウタミープトラ・シャータカルニの在位時のサータヴァーハナ朝の版図

ガウタミープトラ・シャータカルニ（ガウタミープトラ・シュリー・シャータカルニ、Gautamiputra Sri Satakarni、在位：106年頃 - 130年頃、異説あり）は、古代インドで栄えたアーンドラ国に起こったサータヴァーハナ朝の王。武勇の王として知られ伝説の英雄達に匹敵する王として称えられた。

## 生涯
プラヴィッラセーナとバラシュリーの間に生まれた。母バラシュリーはガウタマ姓を持っており仏教徒であった。彼女がナーシク山の仏教寺院に窟院を寄進したことが記録に残っている。だがガウタミープトラは歴代のサータヴァーハナ朝の王と同じくバラモン教を重視した。
ガウタミープトラが王位を継いだ当時サータヴァーハナ朝は弱体化していたと言われる。彼以前の1世紀余りの期間は記録が乏しい。彼は西方で勢力を拡大していた西クシャトラパ（クシャハラータ朝）の王ナハパーナによって奪われていた中央インドの領域を全て奪回し、恐らくはナハパーナも殺害してクシャハラータ朝を滅ぼした。
更に西北インド方面に力を持っていたサカ人、ギリシア人、パルティア人に対抗してこれを抑え、デカン高原のほとんど全域を支配下に置いた。碑文ではより多くの地域を征服したと謳われているが、誇張があると考えられている。とはいえ彼の時代サータヴァーハナ朝は一つの最盛期を迎えた。
ガウタミープトラは大王（マハーラージャ Maharaja）、諸王の王（ラージャラージャ Rajaraja）などの称号を名乗り、碑文には「サータヴァーハナ家の名声を回復した人」、「クシャトリヤの自負と高慢とを粉砕せし人」、「唯一の弓手、唯一の英雄、唯一のバラモン」などと刻まれている。
彼の死後、息子のヴァーシティープトラ・シャータカルニ（プルマーイ）が王位を継いだ。